# 圣斯德望圣殿 (米兰)
圣斯德望圣殿 (米兰)（Basilica di Santo Stefano Maggiore）是一座罗马天主教宗座圣殿，位于意大利米兰。它创建于5世纪，最初供奉圣撒迦利亚和圣斯德望二人，后来只供奉圣斯德望。在历史上，它经过数次重建、扩建和改建。
该堂始建于417年。1070年毁于大火，1075年重建为罗曼式建筑。
1476年12月26日，斯福尔扎家族的米蘭公爵加萊亞佐·马里亚·斯福爾扎在此遭共和自由派貴族暗杀。
1571年9月30日，画家卡拉瓦乔在该堂受洗。2007年2月，发现了他的洗礼证书。 